# Femke Heemskerk
Frederike Johanna Maria Heemskerk (Roelofarendsveen, 21 settembre 1987) è un'ex nuotatrice olandese.
Specializzata nello stile libero, ha vinto la medaglia d'oro nella staffetta 4x100 m sl agli Europei di Eindhoven del 2008, stabilendo con le sue compagne (Inge Dekker, Ranomi Kromowidjojo e Marleen Veldhuis) il nuovo primato mondiale in 3:33.62.
Ha rappresentato la sua nazione ai Giochi olimpici di Pechino 2008, Londra 2012, Rio 2016 e Tokyo 2020, vincendo complessivamente un oro e un argento nella staffetta 4x100m sl.
È stata primatista mondiale delle staffette 4x100 m sl e 4x200 m sl.
Dal 2019 al 2021 ha rappresentato la squadra francese degli Energy Standard nell'International Swimming League.

## Palmarès
- Giochi olimpici

Pechino 2008: oro nella 4x100m sl.
Londra 2012: argento nella 4x100m sl.
- Mondiali

Melbourne 2007: bronzo nella 4x100m sl.
Roma 2009: oro nella 4x100m sl.
Shanghai 2011: oro nella 4x100m sl.
Barcellona 2013: bronzo nella 4x100m sl.
Kazan 2015: argento nella 4x100m sl e nella 4x100m sl mista.
Budapest 2017: argento nella 4x100m sl mista e bronzo nella 4x100m sl.
- Mondiali in vasca corta

Manchester 2008: oro nella 4x100m sl e nella 4x200m sl e argento nei 200m sl.
Dubai 2010: oro nella 4x100m sl e argento nei 100m sl.
Doha 2014: oro nei 100m sl, nella 4x50m sl, nella 4x100m sl e nella 4x200m sl e bronzo nei 200m sl.
Hangzhou 2018: argento nei 50m sl, nei 100m sl, nella 4x50m sl, nella 4x100m sl, nella 4x50m sl mista e nella 4x50m misti mista e bronzo nei 200m sl e nella 4x50m misti.
- Europei

Eindhoven 2008: oro nella 4x100m sl.
Budapest 2010: bronzo nei 100m sl.
Berlino 2014: argento nei 100m sl, nella 4x100m sl e nella 4x100m misti mista e bronzo nei 200m sl.
Londra 2016: oro nella 4x100m sl, argento nei 200m sl, bronzo nei 100m sl e nella 4x200m sl
Glasgow 2018: argento nei 100m sl, nei 200m sl, nella 4x100m sl e nella 4x100m sl mista.
Budapest 2020: oro nei 100m sl, argento nella 4x100m sl, nella 4x100m sl mista e nella 4x100m misti mista.
- Europei in vasca corta:

Fiume 2008: argento nei 200m sl.
Istanbul 2009: bronzo nei 200m sl.
Eindhoven 2010: oro nei 200m sl, nella 4x50m sl e nella 4x50m misti e argento nei 100m sl.
Netanya 2015: argento nella 4x50m sl e bronzo nei 200m sl.
Copenaghen 2017: oro nella 4x50m sl e nella 4x50m sl mista e argento nei 200m sl.
Glasgow 2019: oro nella 4x50m sl, argento nella 4x50m misti mista, bronzo nei 100m sl e nei 200m sl.

## Primati personali
I suoi primati personali in vasca da 50 metri sono:
- 50 m stile libero: 24"28 (2021)
- 100 m stile libero: 52"69 (2015)
- 200 m stile libero: 1'54"68 (2015)
- 100 m dorso: 1'00"03 (2011)
- 200 m dorso: 2'09"14 (2011)
- 200 m misti: 2'10"21 (2014)

I suoi primati personali in vasca da 25 metri sono:
- 50 m stile libero: 23"67 (2018)
- 100 m stile libero: 51"29 (2018)
- 200 m stile libero: 1'51"69 (2014)
- 400 m stile libero: 4'00"03 (2018)
- 100 m dorso: 57"72 (2010)
- 200 m dorso: 2'03"51 (2014)
- 100 m misti: 58"69 (2018)
- 200 m dorso: 2'06"69 (2014)